# Olympische Sommerspiele 1992/Teilnehmer (Kuba)
| Gelbes Symbol für Goldmedaillen mit stilisierten Olympischen Ringen | Graues Symbol für Silbermedaillen mit stilisierten Olympischen Ringen | Braundes Symbol für Bronzemedaillen mit stilisierten Olympischen Ringen |
| ------------------------------------------------------------------- | --------------------------------------------------------------------- | ----------------------------------------------------------------------- |
| 14                                                                  | 6                                                                     | 11                                                                      |

Kuba nahm an den Olympischen Sommerspielen 1992 in Barcelona mit einer Delegation von 176 Athleten (126 Männer und 50 Frauen) an 90 Wettkämpfen in 16 Sportarten teil. Fahnenträger bei der Eröffnungsfeier war der Ringer Héctor Milián.

## Teilnehmer nach Sportarten

### Baseball
Männer
- Gold

- Kader
Omar Ajete
Rolando Arrojo
José Delgado
Giorge Díaz
José Antonio Estrada
Osvaldo Fernández
Lourdes Gourriel
Alberto Hernández
Orlando Hernández
Orestes Kindelán
Omar Linares
Germán Mesa
Victor Mesa Martínez
Antonio Pacheco
Juan Padilla
Juan Carlos Pérez
Luis Ulacia
Ermidelio Urrutia
Jorge Luis Valdés
Lázaro Vargas

### Basketball
Frauen
- 4. Platz

- Kader
Judith Águila
Andrea Borrell
Liset Castillo
Milayda Enríquez
Dalia Henry
Ana Hernández
Regla Hernández
Grisel Herrera
Biosotis Lagnó
María León
Yamilé Martínez
Olga Vigil

### Boxen
Männer
- Rogelio Marcelo
Halbfliegengewicht: Gold

- Raúl González
Fliegengewicht: Silber

- Joel Casamayor
Bantamgewicht: Gold

- Eddy Suárez
Federgewicht: Viertelfinale

- Julio González Valladares
Leichtgewicht: 1. Runde

- Héctor Vinent
Halbweltergewicht: Gold

- Juan Hernández Sierra
Weltergewicht: Silber

- Juan Carlos Lemus
Halbmittelgewicht: Gold

- Ariel Hernández
Mittelgewicht: Gold

- Ángel Espinosa
Halbschwergewicht: Viertelfinale

- Félix Savón
Schwergewicht: Gold

- Roberto Balado
Superschwergewicht: Gold

### Fechten
Männer
- Elvis Gregory
Florett, Einzel: Bronze 
Florett, Mannschaft: Silber

- Guillermo Betancourt
Florett, Einzel: 7. Platz
Florett, Mannschaft: Silber

- Oscar García Pérez
Florett, Einzel: 21. Platz
Florett, Mannschaft: Silber

- Tulio Díaz
Florett, Mannschaft: Silber

- Hermenegildo García
Florett, Mannschaft: Silber

### Gewichtheben
Männer
- Pablo Lara
Mittelgewicht: Silber

- Raúl Mora
Mittelgewicht: 6. Platz

- Lino Elias
Leichtschwergewicht: 6. Platz

- José Heredia
Leichtschwergewicht: 8. Platz

- Emilio Lara
Mittelschwergewicht: 6. Platz

- Flavio Villavicencio
II. Schwergewicht: 7. Platz

- Maurys Charón
II. Schwergewicht: 11. Platz

- Ernesto Agüero
Superschwergewicht: 4. Platz

### Judo
| Männer - Israel Hernández Halbleichtgewicht: Bronze - Ignacio Sayu Leichtgewicht: 22. Platz - Andrés Franco Ramos Mittelgewicht: 9. Platz - Belarmino Salgado Halbschwergewicht: 9. Platz - Frank Moreno Schwergewicht: 5. Platz | Frauen - Amarilys Savón Ultraleichtgewicht: Bronze - Legna Verdecia Halbleichtgewicht: 20. Platz - Driulys González Leichtgewicht: Bronze - Ileana Beltrán Halbmittelgewicht: 9. Platz - Odalis Revé Mittelgewicht: Gold - Niurka Moreno Halbschwergewicht: 16. Platz - Estela Rodríguez Schwergewicht: Silber |

### Kanu
Männer
- Angel Pérez
Kajak-Einer, 500 Meter: Hoffnungslauf

- Marlo Marcheco & Angel Pérez
Kajak-Zweier, 1000 Meter: Hoffnungslauf

- Armando Silega
Canadier-Einer, 500 Meter: Hoffnungslauf
Canadier-Einer, 1000 Meter: Hoffnungslauf

- Juan Aballí & Fernando Zamora
Canadier-Zweier, 500 Meter: Hoffnungslauf
Canadier-Zweier, 1000 Meter: 9. Platz

### Leichtathletik
| Männer - Roberto Hernández 400 Meter: 5. Platz - Alberto Cuba Marathon: DNF - Emilio Valle 110 Meter Hürden: 6. Platz - Jorge Aguilera, Joel Isasi, Joël Lamela & Andrés Simón 4 × 100 Meter: Bronze - Roberto Hernández, Héctor Herrera, Lázaro Martínez & Norberto Téllez 4 × 400 Meter: Silber - Javier Sotomayor Hochsprung: Gold - Marino Drake Hochsprung: 8. Platz - Iván Pedroso Weitsprung: 4. Platz - Jaime Jefferson Weitsprung: 5. Platz - Yoelbi Quesada Dreisprung: 6. Platz - Roberto Moya Diskuswurf: Bronze - Juan Martínez Diskuswurf: 6. Platz | Frauen - Liliana Allen 100 Meter: 8. Platz - Ana Fidelia Quirot 800 Meter: Bronze - Aliuska López 100 Meter Hürden: 6. Platz - Odalys Adams 100 Meter Hürden: 8. Platz - Liliana Allen, Idalmis Bonne, Aliuska López & Eusebia Riquelme 4 × 100 Meter: DNF/Finale - Daysi Duporty, Odalmis Limonta, Nancy McLeón & Ana Fidelia Quirot 4 × 400 Meter: Disqualifikation/Vorlauf - Ioamnet Quintero Hochsprung: Bronze - Silvia Costa Hochsprung: 6. Platz - Belsy Laza Kugelstoßen: 4. Platz - Maritza Martén Diskuswurf: Gold - Hilda Ramos Diskuswurf: 6. Platz - Bárbara Hechavarría Diskuswurf: 15. Platz in der Qualifikation - Dulce García Speerwurf: 8. Platz - Isel López Speerwurf: 13. Platz in der Qualifikation |

### Radsport
Männer
- Conrado Cabrera
Punktefahren: 13. Platz

- Conrado Cabrera, Eugenio Castro, Noël de la Cruz & Raúl Domínguez
4000 Meter Mannschaftsverfolgung: 13. Platz

### Ringen
Männer
- Wilber Sánchez
Halbfliegengewicht, griechisch-römisch: Bronze

- Raúl Martínez Alemán
Fliegengewicht, griechisch-römisch: 9. Platz

- William Lara
Bantamgewicht, griechisch-römisch: 5. Platz

- Juan Luis Marén
Federgewicht, griechisch-römisch: Bronze

- Cecilio Rodríguez
Leichtgewicht, griechisch-römisch: 4. Platz

- Néstor Almanza
Weltergewicht, griechisch-römisch: 4. Platz

- Reynaldo Peña
Halbschwergewicht, griechisch-römisch: 7. Platz

- Héctor Milián
Schwergewicht, griechisch-römisch: Gold

- Cándido Mesa
Superschwergewicht, griechisch-römisch: 3. Runde

- Aldo Martínez
Halbfliegengewicht, Freistil: 7. Platz

- Alfredo Leyva
Fliegengewicht, Freistil: 3. Runde

- Alejandro Puerto
Bantamgewicht, Freistil: Gold

- Lázaro Reinoso
Federgewicht, Freistil: Bronze

- Jesús E. Rodríguez Garzón
Leichtgewicht, Freistil: 2. Runde

- Roberto Limonta
Halbschwergewicht, Freistil: 6. Platz

### Rudern
Männer
- Ismael Carbonell, Roberto Ojeda & Arnaldo Rodríguez
Zweier mit Steuermann: 5. Platz

### Schießen
| Männer - Jorge Rios Laufende Scheibe: 14. Platz | Offene Klasse - Guillermo Torres Skeet: 11. Platz - Servando Puldón Skeet: 55. Platz | Frauen - Tania Pérez Luftpistole: 24. Platz Sportpistole: 36. Platz - Margarita Tarradell Luftpistole: 31. Platz Sportpistole: 24. Platz |

### Schwimmen
Männer
- Rodolfo Falcón
100 Meter Rücken: 7. Platz
200 Meter Rücken: 9. Platz

- Mario González Montesino
100 Meter Rücken: 22. Platz
200 Meter Rücken: 18. Platz

### Tischtennis
| Männer - Rubén Arado Einzel: Gruppenphase Mannschaft: Gruppenphase - Santiago Roque Einzel: Gruppenphase Mannschaft: Gruppenphase | Frauen - Marisel Ramírez Einzel: Gruppenphase Mannschaft: Gruppenphase - Yolanda Rodríguez Einzel: Gruppenphase Mannschaft: Gruppenphase |

### Volleyball
| Männer - 4. Platz - Kader Lazaro Beltrán Freddy Brooks Joël Despaigne Raúl Diago Ihosvany Hernández Osvaldo Hernández Lazaro Marin Félix Millán Rodolfo Sánchez Abel Sarmientos Idalberto Valdes Nicolás Vives | Frauen - Gold - Kader Regla Bell Mercedes Calderón Magaly Carvajal Marlenis Costa Idalmis Gato Lilia Izquierdo Norka Latamblet Mireya Luis Tania Ortíz Regla Torres Raisa O’Farrill Ana Ibis Fernández |

### Wasserball
Männer
- 8. Platz

- Kader
Juan Carlos Barreras
Norge Blay
Pablo Cuesta
Jorge del Valle
Marcelo Derouville
Bárbaro Díaz
Lázaro Fernández
Ernesto García
Juan Hernández Olivera
Juan Hernández Silveira
Guillermo Martínez Luis
Iván Pérez
José Ángel Ramos